# Monk & Lonsdale
Monk & Lonsdale war ein britischer Hersteller von Automobilen.

## Unternehmensgeschichte
Das Unternehmen aus Brighton begann 1900 mit der Produktion von Automobilen. Konstrukteur war Albert Lambourne, der später den Old Mill herstellte. Der Markenname lautete Lonsdale. Im gleichen Jahr endete die Produktion. Eine andere Quelle gibt den Bauzeitraum mit 1900 bis 1902 an.

## Fahrzeuge
Im Angebot stand nur ein Modell. Dies war ein Kleinwagen. Ein selbst entwickelter Einzylindermotor mit 2,5 PS Leistung trieb über Riemen die Antriebsachse an. Das offene Fahrzeug bot Platz für zwei Personen.